# Unicum (singel)
Unicum – czwarty singel oraz utwór niemieckiego DJ-a i producenta - Tomcrafta, wydany 21 czerwca 1996 w Niemczech przez wytwórnię Kosmothority (wydanie 12"). Utwór nie został wydany na żadnym albumie Tomcrafta. Na singel składa się wersja oryginalna i remiks utworu.

## Lista utworów
1. Unicum (8:43)
2. Unicum (Remix) (8:11)